# 加拿大皇家空軍軍旗
加拿大皇家空軍軍旗（英語：Canadian Air Force Ensign）是象徵加拿大皇家空軍的官方旗幟。該旗幟的當前版本以空軍藍為底，左上角為加拿大國旗，右側綴有現時加拿大皇家空軍的圓標。

## 歷史
加拿大皇家空軍建軍之初，獲准使用的旗幟是英國皇家空軍軍旗。1921年2月，加拿大空軍司令亞瑟·泰利·克拉姆准將開始思考加拿大皇家空軍軍旗的適宜方案。他致函加拿大空軍監察長官威洛比·格瓦特金中將，建議在皇家空軍軍旗的圓標中央加上一片楓葉，以此作為加拿大空軍的旗幟。格瓦特金隨即將此建議呈報給英國空軍元帥休·特伦查德子爵，但該提案遭到拒絕。特倫查德認為，「帝國各空軍之間的團結情感」應當得到維持，因此不宜作出變更。
二戰期間，有關加拿大專屬空軍旗的問題再度引發討論。1940年7月，加拿大皇家空軍決定在英國皇家空軍軍旗的基礎上，將中央的紅色圓盤改成紅色楓葉，作為自己的軍旗。1965年，隨著加拿大改用全新的國旗取代紅船旗，初代加拿大皇家空軍軍旗停止正式使用。
1982年，恢復原名前的加拿大空军司令部採用了現行的軍旗。這面軍旗的底色仍為空軍藍，延續了原加拿大皇家空軍軍旗的風格，惟左上角的米字旗被加拿大的楓葉國旗取代，圓形標誌中的楓葉造型亦更加抽象化。